# Новотарманский
Новотарманский — посёлок в Тюменском районе Тюменской области России. Административный центр Новотарманского муниципального образования.

## География
Посёлок находится на юго-западе Тюменской области, в пределах юго-западной части Западно-Сибирской низменности, на левом берегу реки Туры, на расстоянии примерно 20 километров (по прямой) к северо-западу от города Тюмени, административного центра области и района. Абсолютная высота — 60 метров над уровнем моря.

### Климат
Климат резко континентальный, с холодной продолжительной зимой и тёплым относительно коротким летом. Среднегодовая температура — 0,7 °C. Средняя температура воздуха самого холодного месяца (января) — −17,2 °C (абсолютный минимум — −46 °C); самого тёплого месяца (июля) — 17,8 °C (абсолютный максимум — 39 °С). Безморозный период длится 121 день. Среднегодовое количество атмосферных осадков составляет 470 мм, из которых 365 мм выпадает в тёплый период. Продолжительность залегания снежного покрова составляет в среднем 151 день.

### Часовой пояс
Посёлок Новотарманский, как и вся Тюменская область, находится в часовой зоне МСК+2. Смещение применяемого времени относительно UTC составляет +5:00.

## Население
| 2002 | 2010  | 2021  |
| ---- | ----- | ----- |
| 2730 | ↗3091 | ↘3048 |

## Инфраструктура
В поселке тридцать восемь улиц, 4 СНТ, школа, детский сад, отделение почты, областная больница № 19.

## Достопримечательности
В поселке находятся Мемориал ВОВ и Скит Ильинского монастыря